# (5002) Marnix
(5002) Marnix (1987 SS3) est un astéroïde de la ceinture principale, découvert le 20 septembre 1987 par l'astronome belge Eric Walter Elst à l'observatoire Rozhen.